# André Guillou
André Guillou (Nantes, 18 dicembre 1923 – Étampes, 20 ottobre 2013) è stato un bizantinista francese.

## Biografia
Laureatosi nel 1951 presso la École pratique des hautes études di Parigi, fu uno dei primi allievi di Paul Lemerle, il maggior bizantinista francese del Novecento, ed egli stesso divenne tra i più importanti studiosi del mondo bizantino. Dal 1952 al 1958 si trasferì a Roma dove cominciò le sue ricerche sull'epoca bizantina. Viaggiò spesso tra l'Italia bizantina e la Grecia dove venne accolto rispettivamente dalla École française di Roma, della quale divenne anche segretario generale, e dalla École francaise d'Athènes. Tra il 1965 e il 1968 soggiornò a Dumbarton Oaks. Successivamente gestì gli studi di "Storia e sociologia del mondo bizantino" e cominciò il suo insegnamento a Bari come professore associato, dove nel 1974 fondò il "Centro Studi Bizantini". Grazie alle sue ricerche si è scoperta l'esistenza del thema di Lucania, attestato assieme al thema di Langobardia e al thema di Calabria nel catepanato d'Italia.

## Opere
- (FR) Le liber visitationis de Athanase Chalkéopoulos (1457-1458). Contribution à l'histoire du monachisme grec en Italie méridionale, con M. Hyacinthe Laurent, Biblioteca Apostolica Vaticana, 1960. ISBN 978-8821004209
- (FR) Saint-Nicolas de Donnoso (1031-1060/1061), Biblioteca Apostolica Vaticana, 1967. ISBN 978-8821003424
- (FR) Saint-Nicodème de Kellarana (1023/1024-1232), Biblioteca Apostolica Vaticana, 1968. ISBN 978-8821003417
- (FR) La Théotokos de Hagia-Agathè (Oppido) (1050-1064/1065), Biblioteca Apostolica Vaticana, 1972. ISBN 978-8821003271
- (FR) La civilisation byzantine, Arthaud, 1974. ISBN 978-2700300208
- (FR) Le Brébion de la Métropole Byzantine de Règion (vers 1050), Biblioteca Apostolica Vaticana, 1974. ISBN 978-8821003288
- Origine e formazione dell'Europa medievale, con Musset Lucien, Sourdel Dominique e Folz Robert, Laterza, 1975.
- Città e campagna nell'Italia meridionale bizantina (VI-XI secc.). Dalle collettività rurali alla collettività urbana, Congedo editore, 1977.
- Culture and Society in Byzantine Italy, 6th-11th Centuries, Variorum, 1978. ISBN 978-0860780212
- Studies on Byzantine Italy, Variorum, 1979. ISBN 978-0902089020
- Saint Jean Théristès (1054-1264), Biblioteca Apostolica Vaticana, 1980. ISBN 978-8821005626
- Carlo Magno e Maometto. Bisanzio, Islam e occidente nell'alto medioevo, con Lyon Bruce, Jaca Book, 1988.
- L'Italia bizantina dall'esarcato di Ravenna al tema di Sicilia, UTET, 1988. ISBN 978-8877501264
- Storia d'Italia vol. 1 - Longobardi e bizantini, con Paolo Delogu e Gherardo Ortalli, UTET, 1995. ISBN 978-8802035109
- Storia universale dei popoli e delle civiltà: 6\1- L'Impero bizantino e l'Islamismo, con Filippo Burgarella e Alessandro Bausani, UTET, 1997. ISBN 978-8802035765
- Castrovillari nei documenti greci del Medioevo, con Filippo Bulgarella, 2000. ISBN 978-8890844621